# روث شو
روث شو (بالإنجليزية: Ruth Chew)‏ هي كاتِبة وكاتبة للأطفال أمريكية، ولدت في 8 أبريل 1920 في منيابولس في الولايات المتحدة، وتوفيت في 13 مايو 2010 بسبب ذات الرئة.